# Liste der Naturdenkmale in Westerstetten
| Naturdenkmale | Anzahl |
| ------------- | ------ |
| FND           | 2      |
| END           | 18     |
| Gesamt        | 20     |

Die Liste der Naturdenkmale in Westerstetten nennt die verordneten Naturdenkmale (ND) der im baden-württembergischen Alb-Donau-Kreis liegenden Gemeinde Westerstetten. In Westerstetten gibt es insgesamt 20 als Naturdenkmal geschützte Objekte, davon 2 flächenhafte Naturdenkmale (FND) und 18 Einzelgebilde-Naturdenkmale (END).
Stand: 1. November 2016.

## Flächenhafte Naturdenkmale (FND)
| Name                                   | Bild | Kennung     | Einzelheiten  | Position | Fläche Hektar | Datum         |
| -------------------------------------- | ---- | ----------- | ------------- | -------- | ------------- | ------------- |
| Felsen und Trockenrasen am Remmelstein | BW   | 84251350004 | Westerstetten | ⊙        | 0,2           | 15. Aug. 1997 |
| Felsheide                              | BW   | 84251350019 | Westerstetten | ⊙        | 0,3           | 15. Aug. 1997 |
| Legende für Naturdenkmal               |      |             |               |          |               |               |

## Einzelgebilde (END)
| Name                                         | Bild | Kennung     | Einzelheiten                                              | Position | Fläche Hektar | Datum         |
| -------------------------------------------- | ---- | ----------- | --------------------------------------------------------- | -------- | ------------- | ------------- |
| Lindenallee am Tomendinger Weg               | BW   | 84251350009 | Westerstetten                                             | ⊙        | 0,0           | 15. Aug. 1997 |
| Lindengruppe                                 | BW   | 84251350020 | Westerstetten                                             | ⊙        | 0,0           | 15. Aug. 1997 |
| 1 Buche und 2 Eichen                         | BW   | 84251350006 | Westerstetten                                             | ⊙        | 0,0           | 15. Aug. 1997 |
| 1 Linde mit Feldkreuz                        | BW   | 84251350005 | Westerstetten                                             | ⊙        | 0,0           | 15. Aug. 1997 |
| 1 Roßkastanie                                | BW   | 84251350002 | Westerstetten                                             | ⊙        | 0,0           | 15. Aug. 1997 |
| 1 Stieleiche auf der Schafweide am Braunberg | BW   | 84251350018 | Westerstetten                                             | ⊙        | 0,0           | 15. Aug. 1997 |
| 1 Stieleiche                                 | BW   | 84251350001 | Westerstetten                                             | ⊙        | 0,0           | 15. Aug. 1997 |
| 1 Stieleiche                                 | BW   | 84251350015 | Westerstetten                                             | ⊙        | 0,0           | 15. Aug. 1997 |
| 1 Winterlinde mit Feldkreuz                  | BW   | 84251350013 | Westerstetten                                             | ⊙        | 0,0           | 15. Aug. 1997 |
| 1 Winterlinde                                | BW   | 84251350003 | Westerstetten                                             | ⊙        | 0,0           | 15. Aug. 1997 |
| 1 Winterlinde                                | BW   | 84251350010 | Westerstetten                                             | ⊙        | 0,0           | 15. Aug. 1997 |
| 1 Winterlinde                                | BW   | 84251350014 | Westerstetten                                             | ⊙        | 0,0           | 15. Aug. 1997 |
| 2 Winterlinden mit Feldkreuz                 | BW   | 84251350008 | Westerstetten Nicht mehr in der LUBW-Datenbank vorhanden. | ⊙        | 0,0           | 15. Aug. 1997 |
| 2 Winterlinden mit Feldkreuz                 | BW   | 84251350017 | Westerstetten                                             | ⊙        | 0,0           | 15. Aug. 1997 |
| 2 Winterlinden mit Kreuz                     | BW   | 84251350011 | Westerstetten                                             | ⊙        | 0,0           | 15. Aug. 1997 |
| 2 Winterlinden (Weidlinden)                  | BW   | 84251350016 | Westerstetten                                             | ⊙        | 0,0           | 15. Aug. 1997 |
| 2 Winterlinden                               | BW   | 84251350007 | Westerstetten                                             | ⊙        | 0,0           | 15. Aug. 1997 |
| 5 Weideichen auf dem Brunnenhaldenberg       | BW   | 84251350012 | Westerstetten                                             | ⊙        | 0,0           | 15. Aug. 1997 |
| Legende für Naturdenkmal                     |      |             |                                                           |          |               |               |